# Una corte di spine e rose
Una corte di spine e rose è una serie di romanzi fantasy dell'autrice americana Sarah J. Maas. Il primo libro della serie, A Court of Thorns and Roses, è stato pubblicato nel maggio 2015. La serie è incentrata sulle avventure di Feyre attraverso Prythian e le corti delle fate, seguendo l'epica storia d'amore e la feroce lotta che segue dopo il suo ingresso nei regni al di là del muro.
La serie è un best seller di The New York Times.

## Libri della saga

### La corte di rose e spine
È il primo libro della saga, la storia segue Feyre nel suo primo contatto con gli immortali. Tutto inizia quando una notte, cacciando, uccide un enorme lupo che si rivela essere una fata. Il trattato firmato anni fa tra le fate e gli umani prevede che se un umano uccide un immortale, dovrà sopportarne le conseguenze, in questo caso verrà trascinato a Prythian, più precisamente nella Corte di Primavera. Qui scoprirà che non tutto è come sembra, poiché gli abitanti di questa corte sono sotto una maledizione che Feyre dovrà affrontare se non vuole perdere i suoi amici, e il trattato che protegge gli esseri umani è rotto.

### La corte di nebbia e furia
Dopo essere sopravvissuta alle crudeli prove di Amarantha, Feyre è al sicuro con Tamlin nella Corte di Primavera, ma dopo aver attraversato tutto questo, nessuno dei due è più quello di una volta. Ora la protagonista possiede poteri Fae Superiori, tuttavia il suo cuore è ancora umano, ed è difficile per lei dimenticare e perdonarsi per ciò che ha dovuto fare per salvare Spring Court. A questo dobbiamo aggiungere il problema che Feyre ha riguardo all'accordo che ha stretto con Rhysand nel Regno sotto la montagna, poiché non sa quando apparirà per portare a termine l'accordo.

### La corte di ali e rovina
È il terzo libro della saga, e fine alla trilogia incentrata su Feyre. La protagonista è tornata alla Corte di Primavera, pronta a scoprire i piani di Tamlin e del re. Per farlo, dovrà fare attenzione a non fare un passo sbagliato, poiché ciò potrebbe condannare lei, la sua famiglia e i suoi amici. La guerra sta arrivando e Feyre dovrà scegliere attentamente di chi fidarsi e cosa fare.

### Una corte di gelo e stelle
Questo è un "libro ponte", in cui seguiamo Feyre e Rhysand insieme alla loro cerchia ristretta dopo la fine della guerra. Stanno ricostruendo la Corte della Notte, ma arriva il Solstizio d'Inverno e, con le circostanze che li circondano, l'atmosfera festosa non può contrastare le ombre degli eventi appena accaduti. Feyre si rende conto che le persone a lei vicine portano profonde ferite del passato di cui lei non era a conoscenza, e questo avrà un grande impatto sul futuro della sua Corte.

### La corte di fiamme e argento
In questo la protagonista è Nesta Archeron, la sorella maggiore di Feyre. Da quando è stata costretta a diventare una fata alta, Nesta si ritrova fuori posto a Prythian, il suo carattere forte non le rende le cose facili. Cassian ha il compito di addestrare Nesta oltre a cercare di controllare il suo personaggio. Insieme dovranno superare il loro passato complicato, perché senza farlo non potranno affrontare la minaccia che circonda il loro mondo; Le regine umane hanno stretto un'alleanza pericolosa.

## Universo
Prythian è uno dei regni degli immortali, è a nord della terra degli umani (corrispondente alla regione del Sud Ovest e del Sud Est della Gran Bretagna, all'inizio gli immortali usavano gli umani come schiavi, ma questo finì per produrre una guerra in cui fu firmato un trattato che lo proibiva, così che entrambe le terre furono separati da un grande muro. Questa terra è divisa in sette corti, che sono governate da un alto signore; una fata molto potente. Le sette corti si dividono in due tipologie:
Corti Stagionali:
- Corte di Primavera, regnata da Tamlin
- Corte d'Autunno, regnata da Beron
- Corte d'Inverno, regnata da Kallias
- Corte d'Estate, regnata da Tarquin

Corti Solari:
- Corte dell'Alba, regnata da Thesan
- Corte del Giorno, regnata da Helion
- Corte della Notte, regnata da Rhysand